# 阿蘭達快線
阿蘭達快線（英語：Arlanda Express）是連接斯德哥爾摩中央車站和阿蘭達機場的機場聯絡軌道系統，由A-Train AB營運。路線全長39公里，需時18分鐘。该機場聯絡軌道系統于1999年11月25日开通。

## 服務
阿蘭達快線連接斯德哥爾摩市中心（中央總站）與39公里外的阿蘭達機場，設有阿蘭達北站（服務2至4號客運大樓）和阿蘭達南站（服務5號客運大樓）。繁忙時段，每12分鐘雙向發車。截至2024年，標準單程票價為340瑞典克朗。為方便旅客在各客運大樓間通行，阿蘭達北站與南站之間提供免費接駁服務。

## 事故
2023年5月27日凌晨4時35分，一列從斯德哥爾摩開往阿蘭達機場的7900號班次列車，在迈什塔以東的布萊克弗雷滕A線車站附近脫軌。當時列車載有67名乘客和兩名工作人員，以178公里每小時的速度行駛。由於焊接缺陷和疲勞裂紋，導致列車經過時道岔活動交叉口的焊接接頭斷裂。 列車的第二至第四節車廂脫軌，在此情況下行駛約900公尺後停了下來。事故導致一名乘客重傷，所有前往阿蘭達機場的鐵路服務暫停，直至維修完成。

## 外部連結
- 官方網站